# Nostr

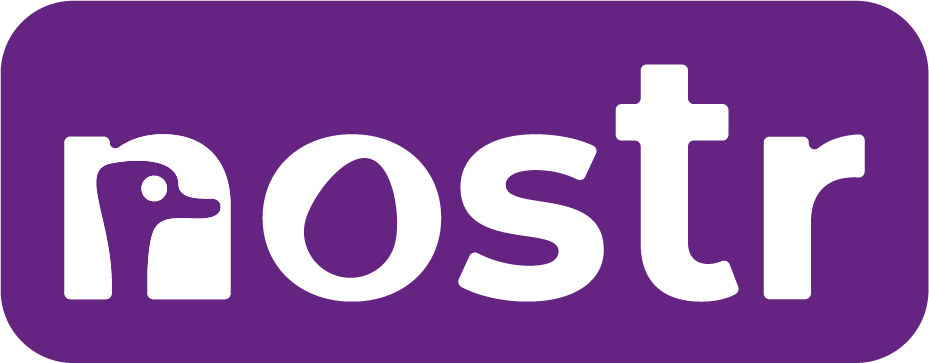
Logo de Nostr.

Nostr es un protocolo de red descentralizado para un sistema de redes sociales abierto y distribuido. Las publicaciones en el protocolo Nostr son resistentes a la censura y están validadas criptográficamente.
Una de las principales novedades de Nostr es su concepto de relays o repetidores, un software que envía, recibe y almacena mensajes de texto. Cualquier persona con un dispositivo como, por ejemplo, una computadora y una conexión a internet, puede ejecutar un relay. De esa forma se garantiza una red descentralizada. Los usuarios que ejecutan las retransmisiones son totalmente independientes.  Al tratarse de un protocolo abierto, Nostr no es propiedad de ninguna corporación centralizada como Amazon o Google.
Edward Snowden, ex-empleado de la Agencia Central de Inteligencia (NSA), afirmó que "a diferencia de las 'plataformas' tradicionales de redes sociales en las que el propietario de la plataforma (Facebook, TikTok, Twitter) decide quién puede hablar y qué se puede decir, Nostr es un protocolo de comunicación abierto."  La censura o la suspensión de usuarios de las redes sociales y aplicaciones creadas en Nostr no es posible.
Jack Dorsey, cofundador y ex-CEO de Twitter, ha expresado abiertamente su apoyo a Nostr e incluso ha hecho donaciones financieras para promover su desarrollo.
Entre los usuarios más destacados de Nostr está la senadora estadounidense Cynthia Lummis, el candidato presidencial Robert F. Kennedy Jr., el creador de Ethereum, Vitalik Buterin, y el anteriormente mencionado Edward Snowden.